# Capnella johnstonei
Capnella johnstonei is een zachte koraalsoort uit de familie Nephtheidae. De koraalsoort komt uit het geslacht Capnella. Capnella johnstonei werd in 1977 voor het eerst wetenschappelijk beschreven door Verseveldt. 